# 伞花木属
伞花木属（学名：Eurycorymbus）是无患子科下的一个属，为乔木植物。该属仅有伞花木（Eurycorymbus cavaleriei）一种，分布于華南的云南、贵州、广西、湖南、广东、福建以及台湾。